# Kanton Évron
Évron is een kanton van het Franse departement Mayenne. Het kanton maakte deel uit van het arrondissement Laval, maar door de herindeling van de kantons in 2015 en de wijziging van de arrondissementsgrenzen in 2016 behoort het sindsdien tot het arrondissement Mayenne.

## Gemeenten
Het kanton Évron omvatte tot 2014 de volgende 11 gemeenten:
- Assé-le-Bérenger
- Châtres-la-Forêt
- Évron (hoofdplaats)
- Livet
- Mézangers
- Neau
- Saint-Christophe-du-Luat
- Sainte-Gemmes-le-Robert
- Saint-Georges-sur-Erve
- Vimarcé
- Voutré

Bij de herindeling van de kantons door het decreet van 21 februari 2014, met uitwerking op 22 maart 2015 werden daar 14 gemeenten aan toegevoegd.
Op 1 januari 2017 werden de gemeenten Montsûrs en Saint-Céneré samengevoegd tot de fusiegemeente (commune nouvelle) Montsûrs-Saint-Céneré. Deze werd dan op 1 januari 2019 samengevoegd met de gemeenten Deux-Évailles, Montourtier en Saint-Ouën-des-Vallons tot de fusiegemeente (commune nouvelle) Montsûrs.

Op 1 januari 2019 werden de gemeenten Châtres-la-Forêt en Saint-Christophe-du-Luat toegevoegd aan de gemeente Évron, die daardoor het statuut van 'commune nouvelle' kreeg.

Ook op 1 januari 2019 werden de gemeenten Saint-Martin-de-Connée, Saint-Pierre-sur-Orthe en Vimarcé samengevoegd tot de fusiegemeente (commune nouvelle) Vimartin-sur-Orthe.
Sindsdien omvat het kanton volgende 18 gemeenten:
- Assé-le-Bérenger
- Bais
- La Bazouge-des-Alleux
- Brée
- Champgenéteux
- Évron
- Hambers
- Izé
- Livet
- Mézangers
- Montsûrs
- Neau
- Saint-Georges-sur-Erve
- Saint-Thomas-de-Courceriers
- Sainte-Gemmes-le-Robert
- Trans
- Vimartin-sur-Orthe
- Voutré